# Stotnik Amerika
Stotnik Amerika je izmišljena oseba in superheroj, ki se pojavlja v stripih ameriške založbe Marvel. Ustvarila sta ga risarja Joe Simon in Jack Kirby, prvič pa se je pojavil v Captain America Comics #1 (december 1940). Gre za enega najbolj znanih Marvelovih superjunakov.

## Filmi
O Stotniku Ameriki so posneli več filmov:
- Stotnik Amerika: Prvi maščevalec
- Stotnik Amerika: Zimski vojak
- Stotnik Amerika: Državljanska vojna